# جون إليوت (لاعب غولف)
جون إليوت (بالإنجليزية: John Elliott)‏ هو لاعب غولف أمريكي، ولد في 5 سبتمبر 1963 في بريستول في الولايات المتحدة.

## وصلات خارجية
- جون إليوت على موقع رابطة لاعبي الغولف المحترفين (الإنجليزية)